# Estação Ciudad Deportiva
A Estação Ciudad Deportiva é uma das estações do Metrô da Cidade do México, situada na Cidade do México, entre a Estação Velódromo e a Estação Puebla. Administrada pelo Sistema de Transporte Colectivo, faz parte da Linha 9.
Foi inaugurada em 26 de agosto de 1987. Localiza-se no cruzamento do Viaduto Río de la Piedad com a Rua 45. Atende o bairro Ignacio Zaragoza, situado na demarcação territorial de Venustiano Carranza, e o bairro Granjas México, situado na demarcação territorial de Iztacalco. A estação registrou um movimento de 2.408.254 passageiros em 2016.